# كاستيلاس دي كوريا
بلدية كاستيلاس دي كوريا (بالإسبانية: Casillas de Coria)‏، هي بلدية تقع في مقاطعة قصرش والتي تقع في منطقة إكستريمادورا، غرب إسبانيا.
يبلغ عدد سكانها 525 نسمة وفقاً لإحصائية سنة (2002).